# Тимофеев, Константин Акимович
Константин Акимович Тимофеев (1827—1881) — русский педагог, поэт, писатель, переводчик.

## Биография
Родился 28 января (9 февраля) 1827 года.
В 1843 году окончил 2-ю Санкт-Петербургскую гимназию, в 1847 году — историко-филологический факультет Императорского Санкт-Петербургского университета со степенью кандидата и золотою медалью за сочинение «Идея о философии истории, возникшая в новейшее время».
Состоял преподавателем русского языка и словесности, а затем и инспектором классов в Петербургском Смольном институте.
С 18 апреля 1874 года — действительный статский советник. Был награждён орденами Св. Станислава 2-й ст. (1868) и Св. Владимира 4-й ст. (1871), а также вюртембергским орденом Фридриха (1868).
Умер в Санкт-Петербурге 25 марта (6 апреля) 1881 года.